# San Isidro (Alicante)
San Isidro é um município da Espanha, na província de Alicante, Comunidade Valenciana. Tem 11,69 km² de área e em 2021 tinha 2 146 habitantes (densidade: 183,6 hab./km²). Pertence à comarca de Vega Baja del Segura, e limita com os municípios de Albatera, Callosa de Segura, Catral, Crevillent e Granja de Rocamora.